# Metin Oktay
Metin Oktay est un footballeur turc né le 2 février 1936 à Izmir et mort le 13 septembre 1991 à Istanbul à la suite d'un accident de la route. Ce fut l'un des meilleurs buteurs de l'histoire du championnat de Turquie et le footballeur turc le plus populaire des années 1960, ce qui lui valut le surnom de « Taçsız Kral » (Roi sans couronne). Il est la légende du club turc de Galatasaray SK.

## Carrière
En 1954, il est transféré de Yün Mensucat à Izmirspor, il marque 17 buts en Ligue 2 ; ce qui fait de lui le meilleur buteur de Ligue 2. C'est la même année que commence sa carrière de meilleur buteur.
En 1955, il s'engage avec Gündüz Kiliç pour 5 ans, en échange d'une Chevrolet de couleurs rouge et jaune.
Il commence à jouer avec Galatasaray à l'âge de 19 ans. Malgré son jeune âge, il marque 19 buts lors de sa première saison, et il devient champion la même année avec Galatasaray. De 1961 à 1962, il joue à l'US Palerme en Italie. Il porte le maillot de Galatasaray jusqu'en 1969.
Pendant sa longue carrière, il aura été 9 fois meilleur buteur. En 1988, son record est battu par Tanju Çolak.
Metin Oktay se distingue comme buteur pendant les derbys. On lui doit un but qui perça le filet de l'équipe adverse Fenerbahce, contre laquelle il marque 18 buts et 13 buts contre Beşiktaş JK.
Il porte 36 fois le maillot de l'équipe nationale turque, au sein de laquelle il marque 19 buts. Il prend sa retraite de footballeur en 1969. Il exerce les fonctions de manager, entraineur de Galatasaray et de Bursaspor. Plus tard, il écrit dans un journal de sport.

## Palmarès
- Champion 1 fois avec Izmirspor
- Champion 10 fois avec Galatasaray

## Meilleur buteur
- 1956-1957 : İstanbul Profesyonel Ligi - 17 buts
- 1957-1958 : İstanbul Profesyonel Ligi - 19 buts
- 1958-1959 : İstanbul Profesyonel Ligi - 22 buts
- 1959 : Türkiye Ligi - 11 buts
- 1959-1960 : Türkiye Ligi - 33 buts
- 1960-1961 : Türkiye Ligi - 36 buts
- 1962-1963 : Türkiye Ligi - 38 buts
- 1964-1965 : Türkiye Ligi - 17 buts
- 1968-1969 : Türkiye Ligi - 17 buts